# Campeonato Mundial de Snowboard de 2029
El XVIII Campeonato Mundial de Snowboard se celebrará en la localidad de Zhangjiakou (China) en el año 2029 bajo la organización de la Federación Internacional de Esquí (FIS) y la Federación China de Esquí. Paralelamente se realizará el XXII Campeonato Mundial de Esquí Acrobático.